# ألاونغبايا
ألاونغبايا (ورد باسم ألاونبايا أيضًا؛ ولِدَ في 24 من سبتمبر 1714م – 11 من مايو 1760م) كان ملك بورما أو (ميانمار) منذ عام 1752م وحتى عام 1760م، وتأسست على يديه أسرة كونباونغ. وقبيل وفاته عام 1760م، كان الرئيس السابق لقريةٍ صغيرة في بورما العليا قد تمكن من توحيد جميع أجزاء بورما، وأخضع مانيبور، واسترد مملكة لانا، وطرد الشركتين الفرنسية والإنجليزية اللذين قدما المساعدة لمملكة هانثاوادي الجديدة. كما أسس أيضًا مدينة يانغون في عام 1755م، وقد مات متأثرًا بمرضه أثناء حملة في سيام.
لذا فهو يُعتبر واحدًا من أعظم ملوك بورما الثلاثة، إلى جانب الملك أناوراتا (Anawrahta) والملك بينانق (Bayinnaung)، لتوحيده للبلاد للمرة الثالثة في تاريخ بورما.

## النشأة
لقد ولِدَ الملك المستقبلي أونغ زيا (Aung Zeya) (အောင်ဇေယျ المُضيء. النصر الظافر) في موكسوبو، وهي قرية يقيم فيها بضع مئات من العائلات في وادي نهر مو وهي تقع على بُعد ستين ميلاً شمال غرب مدينة آفا في الرابع والعشرين من سبتمبر عام 1714م لوالدٍ يُدعى مين نيو سان (Min Nyo San) (မင်းညိုစံ)واسم والدته ساو نايين أو (Saw Nyein Oo ) (စောငြိမ်းဦး). وقد كان الابن الثاني لهما، وجزءًا من العائلات النبيلة التي أدارت الحكم في وادي نهر مو على مدار أجيال. فقد كان والده مين نيو سان يحكم قرية موكسوبو بالوراثة، أما عمه كياوسوا هتين (Kyawswa Htin) (ကျော်စွာထင်)، المعروف أكثر باسم سيثا مينغي (Sitha Mingyi) (စည်သာမင်းကြီး)، فقد كان لورد مقاطعة وادي مو. وقد ادعى ألاونغبايا انحدار نسبه من قائد سلاح الفرسان في القرن الخامس عشر، شقيق الملك مونين ثادو (Mohnyin Thado) أي أن نسبه يصل في نهاية المطاف إلى سلسلة باغان الملكية. بالتالي فهو يرجع أصله إلى عائلةٍ كبيرة، وله صلات قرابة ونسب مع الكثير من العائلات النبيلة الأخرى في شتى أنحاء الوادي. وفي عام 1730م تزوج من يون سان (Yun San) (ယွန်းစံ) ابنة رئيس قرية مجاورة اسمها سيبوكتارا (စည်ပုတ္တရာ). وأنجبا ستة أولاد وثلاث بنات، (وتوفيت الابنة الرابعة صغيرة.)

## وفاته

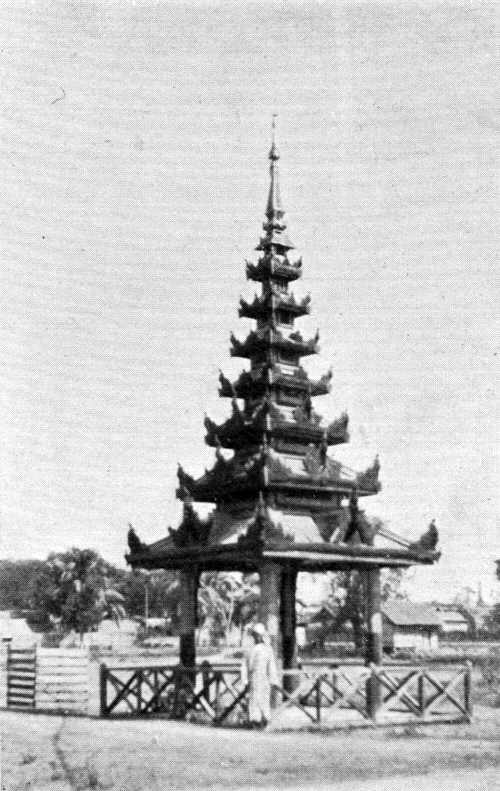
مقبرة ألاونغبايا في شويبو.

توفي ألاونغبايا يوم الأحد الموافق الحادي عشر من شهر مايو لعام 1760م (المحاق الثاني عشر من كانسون 1122 ME) فجرًا في كينيوا، بالقرب من مارتابان، بعد أن أعادته طليعة الجيش سريعًا من الجبهة السيامية. وقد اشتاق كثيرًا لكل ما في وطنه من مشاهدٍ وأصوات، وتتوق لرؤية شويبو لآخر مرة لكن لم يُقدر له ذلك. وأُشهِرت وفاته في يانغون وخرجت الجماهير لتوديعه في مشهدٍ كانت فيه جثته موضوعة على زورق يجري في مياه النهر. وعند ساحة الوصول كيوكميونج بالقرب من شويبو، خرج كل من في القصر لمقابلته وحملوه بطريقةٍ رسمية عبر بوابة هلاينجثا لقرية شويبو. وتم دفنه بطقوسٍ ملكية في المدينة التي بها القصر، والتي كانت في يومٍ ما قريته المتواضعة، وسط أحزان شعبٍ بأكمله. ولم تتجاوز فترة حكمه الثماني سنوات ولم يصل عمره عندما مات إلى الست والأربعين. وقد كتب المؤرخ هارفي أن «الرجال يخلدون بعدد السنوات التي يعمرونها لا بالتي يحيونها».
وقد خلف ألاونغبايا ابنه الأكبر ناونجداوجي، على الرغم من محاولات الابن الثاني هسنبيوتشن (Hsinbyushin) السيطرة على العرش.